# Edith av England
Edith av England, född 910, död 26 januari 946, var drottning av kungariket Tyskland och hertiginna av Sachsen; gift med kung Otto I, som efter hennes död även blev kejsare.

## Biografi
Edith var dotter till kung Edvard den äldre och syster till kung Athelstan av England. Hennes bror ville sluta ett förbund genom äktenskap med Tyskland, och sände därför sina två systrar till Tysklands kung Otto med uppmaningen att denne skulle välja den han tyckte bäst om och gifta sig med henne. Otto valde Edith, som han gifte sig med år 929. Otto blev kung 936, men Edith kröntes inte med honom utan i en separat ceremoni.
Som drottning utförde hon de förväntade uppgifterna för en kristen drottning, som var att understödja kloster och delta i högtidsdagarna för kvinnliga helgon, uppgifter hon tycks ha utfört oftare än sin svärmor. Hon följde med Otto på hans resor så länge de var fredliga, men tillbringade oroligheterna 939 i klostret i Lorsch. Hennes död beskrivs som oväntad.

## Gravmonument och eftermäle
Edith gravsattes ursprungligen i S:t Mauritiusklostret i Magdeburg, men kvarlevorna kom flera gånger att flyttas. Det gravmonument i sten till henne som uppfördes 1510 framför det östra kapellet i Magdeburgs domkyrka hölls under lång tid för en skengrav, men i november 2008 upptäcktes en 70 cm lång blysarkofag inuti stensarkofagen, försedd med inskriptionen:
«EDIT REGINE CINERES HIC SARCOPHAGVS HABET RECONDITOS SECVNDA
(IA)M RENOVACIONE HVIVS MONVMENTI FACTA SVB INCARNA/ [TI]
… VERBI CVRRENTIBVS ANNIS MILLESIMO QVINGENTESIMO DE
CIMO AD LAVDEM CHRISTI
REGIS SECVLORVM»
"De bevarade kvarlevorna av drottning Edith finns i denna sarkofag,
efter att man 1510 förnyat detta monument för andra gången under årens gång efter att ordet blivit kött.
Till Kristi ära,
konung i all tid."
En omfattande vetenskaplig undersökning av kvarlevorna visade att de fragmenterade och ofullständiga kvarlevorna troligen var korrekt identifierade. Den 22 oktober 2010 lades kvarlevorna i en försilvrad titansarkofag och gravsattes åter högtidligen i stensarkofagen från 1510.
Med anledning av sina omfattande donationer kom Edith att under en längre tid äras som lokalt helgon.
År 2018 öppnade den nya permanenta utställningen på Magdeburgs domkyrkomuseum i Ottonianum, där Ediths liv och kvarlevor utgör en central del av utställningen.

## Familj
Edith fick följande barn med Otto I:
1. Liudolf (930–957), hertig av Schwaben, avsatt 954.
2. Liutgard (931–953), gift 947 med hertig Konrad den röde av Lothringen. Från Konrad och Liutgard härstammade den saliska kejsardynastin.

## Galleri

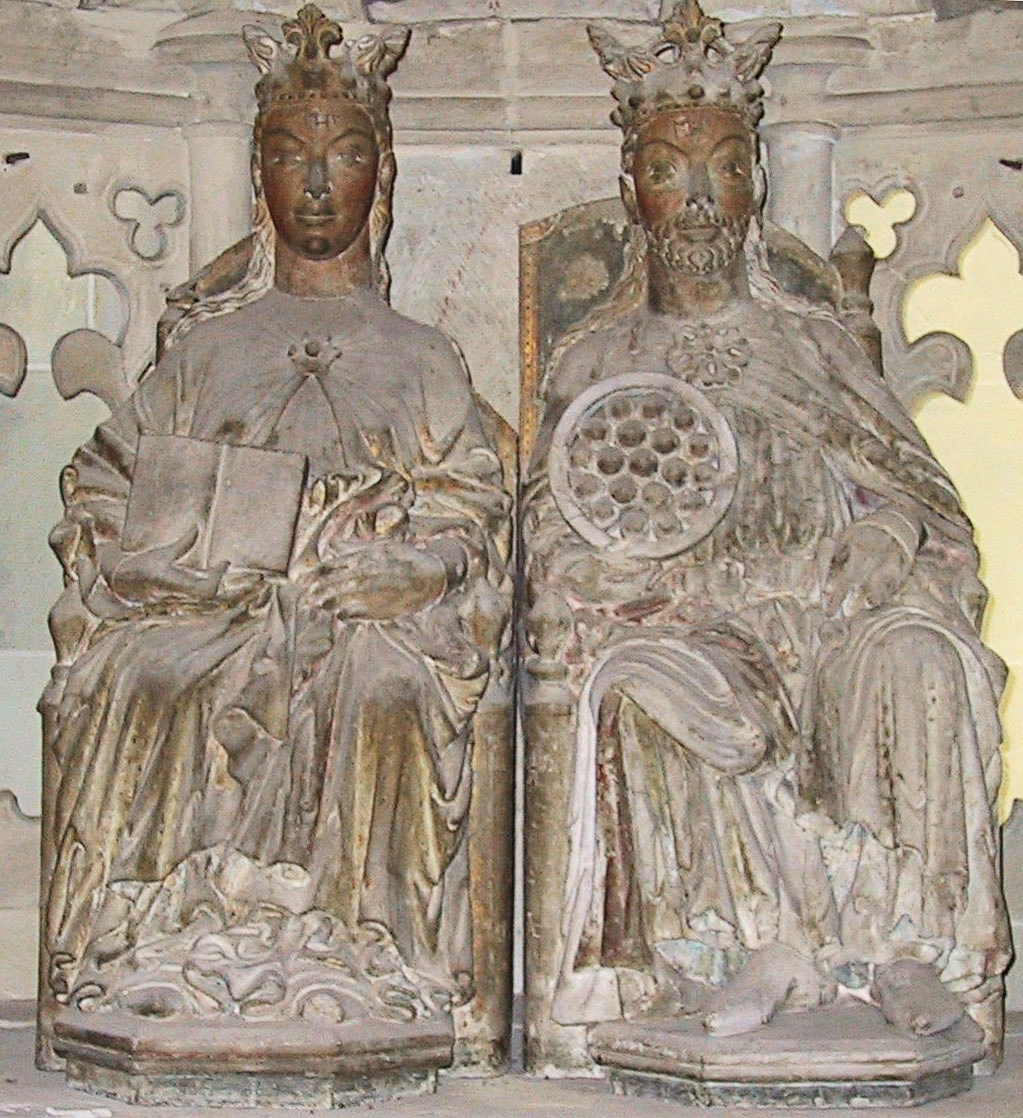
Staty i katedralen i Magdeburg, som ofta antas föreställa Otto och Edith.
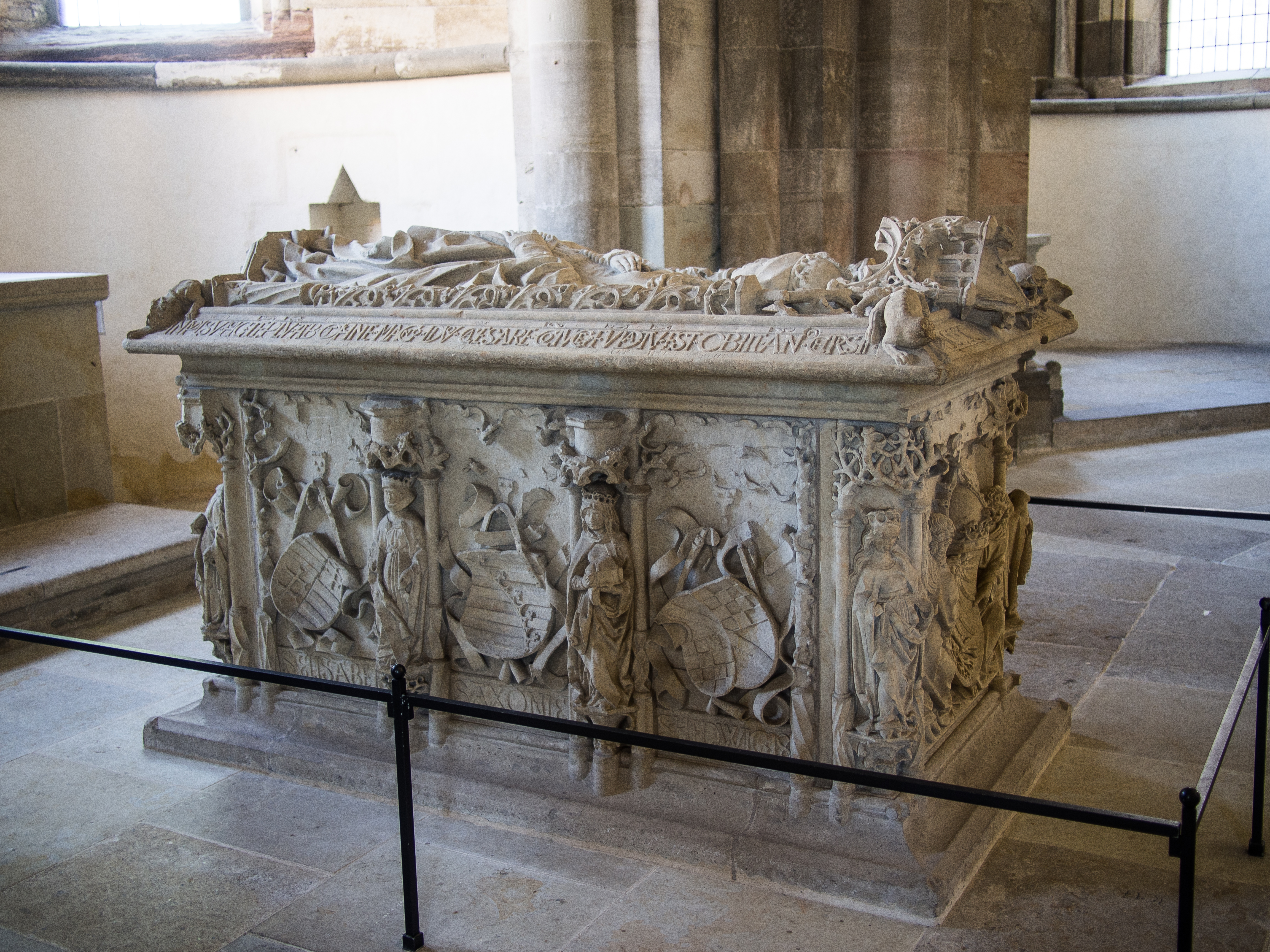
Ediths gravmonument från 1510 bakom högaltaret i Magdeburgs domkyrka.